# Don't Blame Me
Don't Blame Me è il nono singolo della band hardcore punk The Exploited, pubblicato nel 1996 dalla Rough Justice Records.
Il singolo contiene il brano "Don't Blame Me", un brano che successivamente andrà a far parte dell'album Beat the Bastards.

## Tracce

### Lato A
1. Don't Blame Me - 5:00

## Formazione
- Wattie Buchan - voce
- Jamie Buchan - chitarra
- Jim Gray - basso
- Willie Buchan - batteria